# Troupes côtières de la marine russe
Les troupes côtières russes (en russe : Береговые войска Военно-морского флота, abrégé БВ ВМФ) sont une branche de service de la marine russe destinée à défendre un littoral, à interdire un espace maritime ou à mener des opérations amphibies. Elles peuvent aussi participer aux opérations des Forces terrestres russes.

## Structure
La branches des forces côtières de la marine russe comprennent trois forces armées :
- troupes d'infanterie de marine (traduit parfois par « infanterie navale », spécialisées dans le combat amphibie) ;
- troupes de défense côtière motorisées (de l'infanterie mécanisée, destinée aux contre-attaques) ;
- troupes de missiles et artillerie de défense côtière (artillerie côtière et missiles antinavire).

Les troupes côtières sont interarmes. Ils sont armés de systèmes de missiles côtiers (CMS) de missiles guidés anti-navires, de supports d'artillerie fixes et mobiles, conçus pour détruire des cibles maritimes et terrestres, de moyens de reconnaissance (naval) spéciaux, etc.

### Troupes d'infanterie de marine
- 40e brigade d'infanterie de marine Krasnodarsko-Kharbinskaïa (« de Krasnodar et de Kharbin », titre honorifique pour la reprise de la première en février 1943 et pour l'offensive de Mandchourie en août 1945), unité n° 10103, casernée à Petropavlovsk-Kamtchatski (dépendant de la flotte du Pacifique) ;
- 61e brigade d'infanterie de marine Kirkinesskaïa (« de Kirkenes », pour sa conquête en octobre 1944), no 38643, à Spoutnik dans l'oblast de Mourmansk (flotte du Nord) ;
- 155e brigade d'infanterie de marine de la Garde, no 30926, à Vladivostok (flotte du Pacifique) ;
- 336e brigade d'infanterie de marine de la Garde Belostokaïa (« de Belostok », pour sa reconquête en juillet 1942), no 06017, à Baltiïsk (flotte de la Baltique) ;
- 810e brigade d'infanterie de marine de la Garde, no 13140, à Sébastopol-Gagarine (flotte de la mer Noire) ;
- 177e régiment d'infanterie de marine de la Garde Tchernigovskaïa-Moskovskaïa (« de Tchernigov et de Moscou », pour la reprise de la première en septembre 1943 et la défense de la seconde en décembre 1941), à Kaspiisk au Daghestan (flottille de la Caspienne) ;
- 9e régiment indépendant de marine de la Garde Marioupolsko-Khinganskaïa (« de Marioupol et du Khingan »), à Novoazovsk (1er corps d'armée, ex milice populaire de la RPD) ;
- 382e bataillon indépendant d'infanterie de marine, no 45765, à Temriouk (flotte de la mer Noire).

### Troupes de défense côtière motorisées
- 22e corps d'armée de la flotte de la mer Noire :
  - 126e brigade de défense côtière de la Garde Gorlovskaïa (« de Gorlovka », pour sa reprise en novembre 1943), à Perevalne (équipée comme une brigade d'infanterie mécanisée) ;
  - 127e brigade de reconnaissance, à Sébastopol-Nakhimov (actions amphibies, renseignement électronique, drones et opérations psychologiques) ;
  - 68e régiment du génie de marine, à Eupatoria ;
- 11e corps d'armée de la flotte de la Baltique :
  - 18e division de fusiliers motorisés de la Garde, à Goussev ;
  - 69e régiment du génie de marine, à Gvardeïsk ;
  - 73e régiment du génie de marine, à Gorodkovo (ru) ;
- 14e corps d'armée de la flotte du Nord :
  - la 80e brigade de fusiliers motorisés de l'Arctique, no 34667, à Alakourtti ;
  - la 200e brigade de fusiliers motorisés de la Garde, no 08275, à Petchenga ;
  - 63e régiment du génie de marine, à Severomorsk ;
- 68e corps d'armée de la flotte du Pacifique :
  - 18e division de mitrailleuses et d'artillerie, à Goryachi Klyuchi (ru) sur Itouroup et Kounachir (îles Kouriles) ;
  - 39e brigade de fusiliers motorisés de la Garde, à Ioujno-Sakhalinsk.

### Troupes de missiles et artillerie
- 11e brigade indépendante de missiles et d'artillerie côtière, no 00916, à Outash près d'Anapa (flotte de la mer Noire) ;
- 15e brigade indépendante de missiles et d'artillerie côtière, no 80365, à Sébastopol-Lénine (flotte de la mer Noire) ;
- 27e brigade indépendante de missiles côtiers, no 39108, à Donskoïe dans l'oblast de Kaliningrad (flotte de la Baltique) ;
- 72e brigade indépendante de missiles côtiers, no 15118, à Smolyaninovo dans le kraï du Primorié (flotte du Pacifique) ;
- 75e brigade indépendante de missiles côtiers, sur les îles de Sakhaline, Itouroup et Kounachir (flotte du Pacifique) ;
- 520e brigade indépendante de missiles côtiers, no 30973, à Petropavlovsk-Kamtchatski (flotte du Pacifique) ;
- 536e brigade indépendante de missiles côtiers, no 10544, à Olenya Guba près de Poliarny (flotte du Nord) ;
- 51e détachement indépendant de missiles côtiers, à Kaspiisk au Daghestan (flottille de la Caspienne) ;
- 847e détachement indépendant de missiles côtiers, à Kaspiisk (flottille de la Caspienne) ;
- 854e régiment de missiles côtiers, sur la base aérienne de Chersonèse à Sébastopol (flotte de la mer Noire).

### Commandants
- 1997 — 2005 : Pavel Chilov.
- 2005 - 2009 : Igor Startcheous.
- 2009 - 2017 : Alexandre Kolpatchenko.
- 2017 - 2019 : Oleg Makarevitch.
- 2019 en cours : Viktor Astapov.